# Deppea keniae
Deppea keniae là một loài thực vật có hoa trong họ Thiến thảo. Loài này được Borhidi & Saynes mô tả khoa học đầu tiên năm 2007.